# 佩爾湖

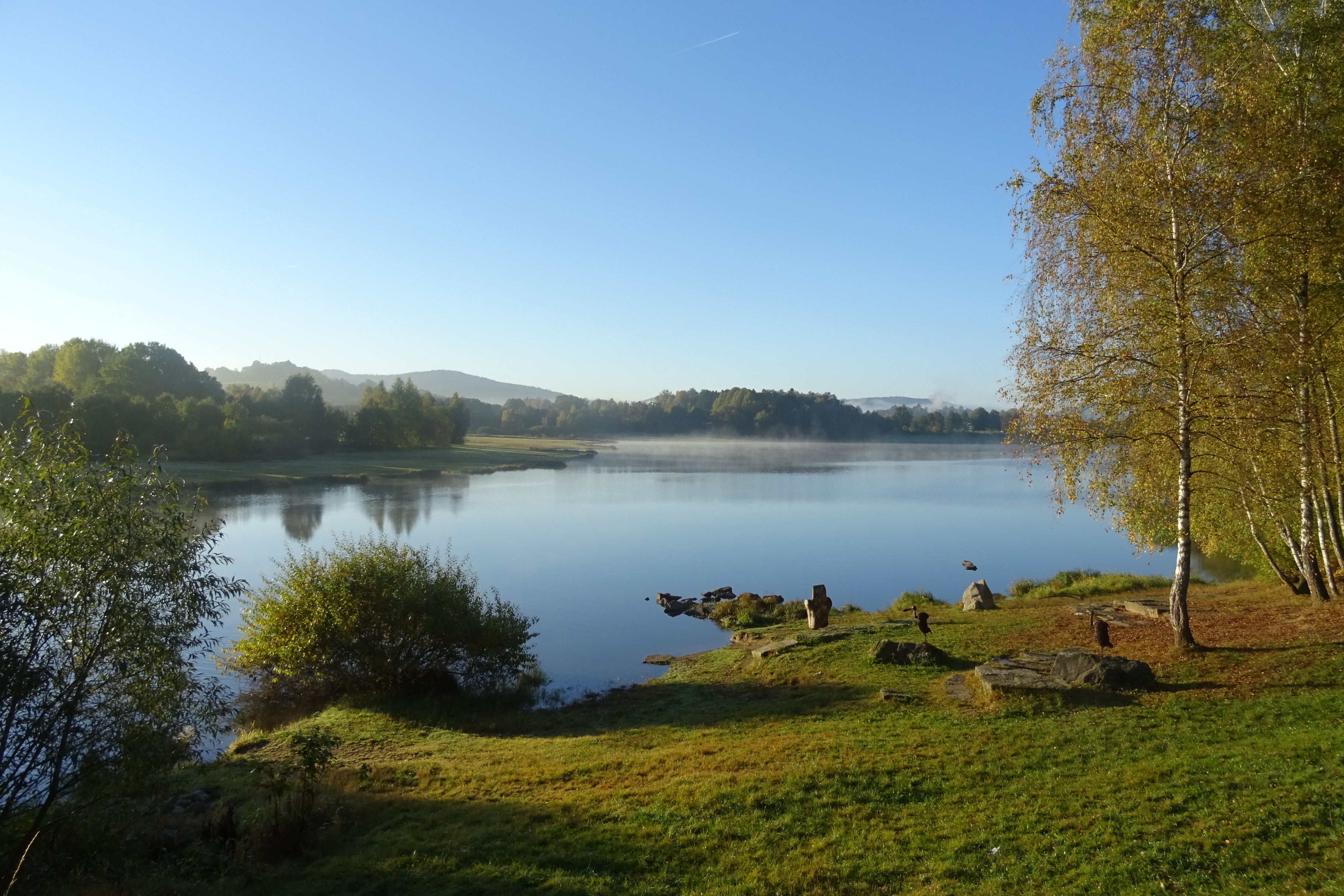

佩爾湖（德語：Perlsee），是德國的水庫，位於該國東南部，由巴伐利亞州負責管轄，處於卡姆縣，落成於1962年，面積0.21平方公里，海拔高度494米，該水庫的作用包括防洪和發電。